# 上浜村
上浜村（かみはまむら）は秋田県由利郡にあった村。現在のにかほ市南端にあたる。
現在は上浜駅をはじめ、上浜郵便局等に名をとどめる。

## 地理
- 海：日本海
- 山：観音森
- 河川：奈曽川

## 歴史
- 1889年（明治22年）4月1日 - 町村制施行により, 川袋村、関村、西中野沢村、洗釜村、大砂川村、大須郷村、小砂川村の区域をもって由利郡上浜村が発足。
- 1955年（昭和30年）3月31日 - 象潟町, 上郷村と合併し、改めて象潟町となり消滅。

## 大字
- 川袋（かわふくろ）
- 関（せき）
- 西中野沢（にしなかのさわ）
- 洗釜（あらいがま）
- 大砂川（おおさがわ）
- 大須郷（おおすごう）
- 小砂川（こさがわ）

## 交通

### 鉄道路線
- 日本国有鉄道
  - 羽越本線
    - 上浜駅 - 小砂川駅

### 道路
- 国道7号